# Xavier Siméon
Xavier Siméon (Etterbeek, 31 augustus 1989) is een motorcoureur uit België die uitkomt in het wereldkampioenschap wegrace. Hij had startnummer 19, maar dit werd al gebruikt door Álvaro Bautista en daarom reed hij in 2018 en 2019 met nummer 10 in de MotoGP klasse.

## Levensloop
Siméon startte zijn internationale motorsportcarrière in 2005 in de Superstock 600. In zijn eerste jaar kon hij hierin één keer van poleposition aan de race beginnen en behaalde hij twee podiumplekken. In het algemeen klassement behaalde Siméon de vijfde plaats. Na zijn eerste kennismakingsjaar, werd hij in 2006 op een Suzuki met afstand kampioen in die klasse. Dat jaar vertrok Siméon in de tien races die werden verreden 4 keer van poleposition en eindigde hij alle races op het podium; vijf keer als winnaar, vier keer als tweede en één keer als derde. Na dit succesvolle seizoen maakte Siméon in 2007 met Suzuki de overstap naar de zwaardere Superstock 1000-klasse. In zijn eerste twee seizoenen in deze klasse wist hij drie races te winnen en behaalde acht podiumplekken. In zowel 2007 als 2008 werd Siméon vierde in het algemeen klassement. Na het seizoen 2008 stapte Siméon over naar het juniorteam van Ducati. Met de fabrieksondersteuning werden de resultaten in het seizoen direct beter. Net als eerder in 2006 in de Superstock 600-klasse wist Siméon ook in 2009 in de Superstock 1000 het kampioenschap te winnen. Met vijf overwinningen en vijf tweede plaatsen in tien races werd Siméon met 225 punten en 57 punten voorsprong op de nummer twee Claudio Corti wereldkampioen.
Na zijn successen in de superstock-klassen maakte Siméon in het seizoen 2010 de overstap naar het wereldkampioenschap wegrace en kwam in de Moto 2-klasse uit op een Moriwaki. Na een kleurloos seizoen, waarin hij tien punten verzamelde en dertigste in het algemeen klassement werd, stapte hij in 2011 over op een Tech 3 en werden de resultaten iets beter. In het algemeen klassement eindigde Siméon 26e en in 2012 22e. In 2013 maakte hij de overstap naar het SAG Team dat uitkomt op Kalex en behaalde dat seizoen zijn eerste podiumplek in de Grand Prix-wegrace van Frankrijk.
In 2018 stapte hij over naar de MotoGP klasse, hij rijdt met Ducati in het Reale Avintia Racing team met teamgenoot Esteve Rabat.
In juni 2021 won hij met zijn Franse ploegmaats Gregg Black en Sylvain Guintoli voor Suzuki Endurance Racing Team de 44e editie van de 24 uur van Le Mans. Hij is daarmee de derde Belg, na Stéphane Mertens in 1990 en Michel Simul in 1992 die daarin slaagde.